# Cléa Pastore
Pour les articles homonymes, voir Pastore.
Cléa Pastore, de son véritable nom Brigitte Pastore, naît le 1er septembre 1963[réf. nécessaire] à Hyères dans le Var.
Elle est une danseuse, actrice et animatrice de télévision française. Elle est ensuite peintre et sculptrice vivant à Houston, Texas (États-Unis) depuis 1992. Elle produit des sculptures en bronze et peint des œuvres murales.

## Biographie
Brigitte Pastore commence sa carrière comme danseuse de l'Opéra de Toulon et ensuite de Dijon. En 1980, une opération du genou met fin à sa carrière de danse classique. Elle va à Paris pour trouver un emploi de mannequin. Elle accompagne Richard Gotainer ou Nicolas Peyrac comme danseuse de leur chansons.
Elle rejoint le Crazy Horse Saloon sous le nom de Clea Staccato puis d'autres coco-girls comme Fenella Masse Mathews, Alexandra Lorska et Dominique Guirous.
Elle fait une apparition dans le no 6 de Coco-Boy comme playmate aux côtés de Coluche en mai 1983. 
Ensuite, elle devient coco-girl dans Cocoricocoboy jusqu'en 1985.
Elle fait la une de Santé Magazine en 1984 pour ses fiches de gym-tonic.
Elle coanime sur TF1 le jeu La Roue de la fortune, sous le nom de Vanessa avec Michel Robbe puis Christian Morin au tout début, avant de céder par la suite sa place à Annie Pujol.
Elle est un temps la compagne du chanteur et compositeur des années 1980, Jean-Michel Gascuel.
Sa carrière de sculptrice et peintre démarre lorsqu'elle déménage à Houston, commençant à étudier l'art et à travailler avec les artistes de Houston comme Ben Woitana, Erik Caposta et David Cordero.

## Filmographie

### Cinéma
- 1991 : Jesuit Joe d'Olivier Austen

### Télévision
- 1993 : L'Affaire Seznec d'Yves Boisset

### Émissions de télévision
- 1983-1985 : Cocoricocoboy de Stéphane Collaro, (TF1)
- 1987 : La Roue de la fortune (TF1)